# Nuoto sincronizzato ai campionati mondiali di nuoto 2013 - Duo (programma libero)
La fase preliminare si è svolta la mattina del 23 luglio 2013, mentre la finale si è svolta la sera del 25 luglio.

## Medaglie
| Posizione | Atleta                                   | Paese  |
| --------- | ---------------------------------------- | ------ |
| Oro       | Svetlana Kolesnichenko Svetlana Romašina | Russia |
| Argento   | Jiang Tingting Jiang Wenwen              | Cina   |
| Bronzo    | Ona Carbonell Margalida Crespí           | Spagna |

## Risultati
in verde sono denotate le finaliste.
| Pos. | Atleta                                      | Nazionalità    | Preliminare | Preliminare | Finale    | Finale |
| Pos. | Atleta                                      | Nazionalità    | Punti       | Pos.        | Punti     | Pos.   |
| ---- | ------------------------------------------- | -------------- | ----------- | ----------- | --------- | ------ |
|      | Svetlana Kolesnichenko Svetlana Romašina    | Russia         | 97.230      | 1           | 97.680    | 1      |
|      | Jiang Tingting Jiang Wenwen                 | Cina           | 95.080      | 2           | 95.350    | 2      |
|      | Ona Carbonell Margalida Crespí              | Spagna         | 94.270      | 3           | 94.990    | 3      |
| 4    | Lolita Ananasova Anna Vološyna              | Ucraina        | 92.530      | 4           | 92.620    | 4      |
| 5    | Yumi Adachi Yukiko Inui                     | Giappone       | 91.470      | 5           | 91.620    | 5      |
| 6    | Linda Cerruti Costanza Ferro                | Italia         | 89.630      | 6           | 89.170    | 6      |
| 7    | Emilia Kopcik Stephanie Leclair             | Canada         | 88.620      | 7           | 87.980    | 7      |
| 8    | Evangelia Platanioti Despoina Solomou       | Grecia         | 88.010      | 8           | 87.370    | 8      |
| 9    | Olivia Allison Jenna Randall                | Regno Unito    | 87.680      | 9           | 87.180    | 9      |
| 10   | Laura Auge Margaux Chretien                 | Francia        | 87.280      | 10          | 86.620    | 10     |
| 11   | Kim Jong-Hui Ri Ji-Hyang                    | Corea del Nord | 85.840      | 11          | 85.780    | 11     |
| 12   | Pamela Fischer Anja Nyffeler                | Svizzera       | 83.370      | 12          | 83.030    | 12     |
| 16.5 | H09.5                                       |                |             |             | 00:55.635 | O      |
| 13   | Soňa Bernardová Alžběta Dufková             | Rep. Ceca      | 83.100      | 13          |           |        |
| 14   | Isabel Delgado Nuria Diosdado               | Messico        | 83.040      | 14          |           |        |
| 15   | Lorena Molinos Giovana Stephan              | Brasile        | 81.830      | 15          |           |        |
| 16   | Alexandra Nemich Yekaterina Nemich          | Kazakistan     | 80.110      | 16          |           |        |
| 17   | Etel Sanchéz Sofia Sanchéz                  | Argentina      | 79.990      | 17          |           |        |
| 18   | Inken Jeske Edith Zeppenfeld                | Germania       | 77.770      | 18          |           |        |
| 19   | Estefania Alvarez Monica Arango             | Colombia       | 77.430      | 19          |           |        |
| 20   | Iryna Limanouskaya Iya Zhyshkevich          | Bielorussia    | 76.940      | 20          |           |        |
| 21   | Kristína Krajčovičová Jana Labáthová        | Slovacchia     | 76.350      | 21          |           |        |
| 22   | Jomana Mohamed Aya Nasr El Din              | Egitto         | 74.990      | 22          |           |        |
| 23   | Jung Young-Hee Kong Do-Yeon                 | Corea del Sud  | 72.580      | 23          |           |        |
| 24   | Anouk Eman Kyra Hoevertsz                   | Aruba          | 72.260      | 24          |           |        |
| 25   | Rebecca Domika Tina Panić                   | Croazia        | 71.860      | 25          |           |        |
| 26   | Albany Avila Karla Loaiza                   | Venezuela      | 71.470      | 26          |           |        |
| 27   | Maria Kirkova Kalina Yordanova              | Bulgaria       | 71.430      | 27          |           |        |
| 28   | Yuliya Kim Anastasiya Ruzmetova             | Uzbekistan     | 71.250      | 28          |           |        |
| 29   | Caitlin Anderson Kirstin Anderson           | Nuova Zelanda  | 70.460      | 29          |           |        |
| 30   | Olia Burtaev Bianca Hammett                 | Australia      | 70.180      | 30          |           |        |
| 31   | Mei Qi Stephanie Chen Yu Hui Crystal Yap    | Singapore      | 69.330      | 31          |           |        |
| 32   | Tanja Bogdanović Ana Cekić                  | Serbia         | 68.550      | 32          |           |        |
| 33   | Bianca Benavides Violete Mitinian           | Costa Rica     | 67.230      | 33          |           |        |
| 34   | Au Ieong Sin Ieng Lo Wai Lam                | Macao          | 65.410      | 34          |           |        |
| 35   | Jennifer Quintana Odailys Suarez            | Cuba           | 64.430      | 35          |           |        |
| 36   | Emma Manners-Wood Laura Strugnell           | Sudafrica      | 62.550      | 36          |           |        |
| 37   | Aphichaya Saengrusamee Arpapat Saengrusamee | Thailandia     | 56.090      | 37          |           |        |